# 1703 год
1703 (ты́сяча семьсо́т тре́тий) год  по григорианскому календарю — невисокосный год, начинающийся в понедельник. Это 1703 год нашей эры, 3‑й год 1‑го десятилетия XVIII века 2‑го тысячелетия, 4‑й год 1700‑х годов. Он закончился 322 года назад.
| Пн | Вт | Ср | Чт | Пт | Сб | Вс |
| 1  | 2  | 3  | 4  | 5  | 6  | 7  |
| 8  | 9  | 10 | 11 | 12 | 13 | 14 |
| 15 | 16 | 17 | 18 | 19 | 20 | 21 |
| 22 | 23 | 24 | 25 | 26 | 27 | 28 |
| 29 | 30 | 31 |    |    |    |    |

| Пн | Вт | Ср | Чт | Пт | Сб | Вс |
|    |    |    | 1  | 2  | 3  | 4  |
| 5  | 6  | 7  | 8  | 9  | 10 | 11 |
| 12 | 13 | 14 | 15 | 16 | 17 | 18 |
| 19 | 20 | 21 | 22 | 23 | 24 | 25 |
| 26 | 27 | 28 |    |    |    |    |

| Пн | Вт | Ср | Чт | Пт | Сб | Вс |
|    |    |    | 1  | 2  | 3  | 4  |
| 5  | 6  | 7  | 8  | 9  | 10 | 11 |
| 12 | 13 | 14 | 15 | 16 | 17 | 18 |
| 19 | 20 | 21 | 22 | 23 | 24 | 25 |
| 26 | 27 | 28 | 29 | 30 | 31 |    |

| Пн | Вт | Ср | Чт | Пт | Сб | Вс |
|    |    |    |    |    |    | 1  |
| 2  | 3  | 4  | 5  | 6  | 7  | 8  |
| 9  | 10 | 11 | 12 | 13 | 14 | 15 |
| 16 | 17 | 18 | 19 | 20 | 21 | 22 |
| 23 | 24 | 25 | 26 | 27 | 28 | 29 |
| 30 |    |    |    |    |    |    |

| Пн | Вт | Ср | Чт | Пт | Сб | Вс |
|    | 1  | 2  | 3  | 4  | 5  | 6  |
| 7  | 8  | 9  | 10 | 11 | 12 | 13 |
| 14 | 15 | 16 | 17 | 18 | 19 | 20 |
| 21 | 22 | 23 | 24 | 25 | 26 | 27 |
| 28 | 29 | 30 | 31 |    |    |    |

| Пн | Вт | Ср | Чт | Пт | Сб | Вс |
|    |    |    |    | 1  | 2  | 3  |
| 4  | 5  | 6  | 7  | 8  | 9  | 10 |
| 11 | 12 | 13 | 14 | 15 | 16 | 17 |
| 18 | 19 | 20 | 21 | 22 | 23 | 24 |
| 25 | 26 | 27 | 28 | 29 | 30 |    |

| Пн | Вт | Ср | Чт | Пт | Сб | Вс |
|    |    |    |    |    |    | 1  |
| 2  | 3  | 4  | 5  | 6  | 7  | 8  |
| 9  | 10 | 11 | 12 | 13 | 14 | 15 |
| 16 | 17 | 18 | 19 | 20 | 21 | 22 |
| 23 | 24 | 25 | 26 | 27 | 28 | 29 |
| 30 | 31 |    |    |    |    |    |

| Пн | Вт | Ср | Чт | Пт | Сб | Вс |
|    |    | 1  | 2  | 3  | 4  | 5  |
| 6  | 7  | 8  | 9  | 10 | 11 | 12 |
| 13 | 14 | 15 | 16 | 17 | 18 | 19 |
| 20 | 21 | 22 | 23 | 24 | 25 | 26 |
| 27 | 28 | 29 | 30 | 31 |    |    |

| Пн | Вт | Ср | Чт | Пт | Сб | Вс |
|    |    |    |    |    | 1  | 2  |
| 3  | 4  | 5  | 6  | 7  | 8  | 9  |
| 10 | 11 | 12 | 13 | 14 | 15 | 16 |
| 17 | 18 | 19 | 20 | 21 | 22 | 23 |
| 24 | 25 | 26 | 27 | 28 | 29 | 30 |

| Пн | Вт | Ср | Чт | Пт | Сб | Вс |
| 1  | 2  | 3  | 4  | 5  | 6  | 7  |
| 8  | 9  | 10 | 11 | 12 | 13 | 14 |
| 15 | 16 | 17 | 18 | 19 | 20 | 21 |
| 22 | 23 | 24 | 25 | 26 | 27 | 28 |
| 29 | 30 | 31 |    |    |    |    |

| Пн | Вт | Ср | Чт | Пт | Сб | Вс |
|    |    |    | 1  | 2  | 3  | 4  |
| 5  | 6  | 7  | 8  | 9  | 10 | 11 |
| 12 | 13 | 14 | 15 | 16 | 17 | 18 |
| 19 | 20 | 21 | 22 | 23 | 24 | 25 |
| 26 | 27 | 28 | 29 | 30 |    |    |

| Пн | Вт | Ср | Чт | Пт | Сб | Вс |
|    |    |    |    |    | 1  | 2  |
| 3  | 4  | 5  | 6  | 7  | 8  | 9  |
| 10 | 11 | 12 | 13 | 14 | 15 | 16 |
| 17 | 18 | 19 | 20 | 21 | 22 | 23 |
| 24 | 25 | 26 | 27 | 28 | 29 | 30 |
| 31 |    |    |    |    |    |    |

## События
- 2 февраля — землетрясение в Аквиле, Италия.
- 14 февраля — землетрясение в Норчи, Италия.
- 7 мая — На Лемацком поле, неподалёку от с. Долгое (Закарпатье) — битва между куруцами во главе с Тамашем Есе против регулярной австрийской армии (антигабсбургская национально-освободительная война 1703—1711 гг.).
- 16 мая — подписан Лиссабонский договор о «вечном союзе» между Португалией и Великобританией[1].
- 22 мая — вблизи от Лиссабона (Португалия) француз Коетлогон атакует эскадру 100 нидерландских кораблей с большим грузом соли.
- 26 мая — Португалия присоединилась к Великому Альянсу.[источник не указан 914 дней]
- 29 июля — Даниель Дефо помещён к позорному столбу за преступления — мятеж и клевету — после публикации политической сатирической брошюры.
- 8 августа — первое издание «Венской газеты[англ.]».
- 12 сентября — английская армия десантируется в Португалии для усиления защиты от французов и испанцев.
- 19 ноября — в Париже в Бастилии умер человек в железной маске
- 24 ноября — 2 декабря — Большой Шторм разорил южную Англию и Ла-Манш, убивая тысячи прибрежных жителей.
- 27 декабря — Португалия и Англия подписали Метуэнский договор о союзе и беспошлинном ввозе в Португалию и её колонии английских товаров. Договор дал преференции Португалии на экспорт вин в Англию.
- 30 декабря — начало правления османского султана Ахмеда III (правил до 1730 года).
- 31 декабря — землетрясение около Токио, Япония, разрушены Одавара, Токио и другие города, погибло не менее 5233 людей.

### Без точных дат
- Январь-март — В Японии происходят события, вошедшие в историю как «Месть Ако» («Сорок семь ронинов»).
- Начато строительство Букингемского дворца (Англия).
- Исаак Ньютон становится председателем Королевского Научного Общества.
- Начало третьей экспедиции английского исследователя Уильяма Дампира в Южной части Тихого океана (закончено в 1707).
- Эрцгерцог Карл с войсками союзников высадился в Португалии.
- Основание в Вене Государственного банка.
- Восстание в районе Мункача (Закарпатье) против Габсбургов. Его возглавил Ференц Ракоци II.
- 1702—1704 — Восстание Палия на Правобережной Украине[2].

## Русское государство
Царствование: 1682—1725 — Пётр I Алексеевич
- 1700—1721 — Северная война[3].
  - 12 мая — русская армия взяла шведскую крепость Ниеншанц в устье реки Охта[4].
  - Абордаж шведских судов в устье реки Нева, за что А.Д. Меншиков становится 7-м кавалером ордена Святого Андрея Первозванного[5].
  - Весна — русские войска взяли Ямбург и Копорье[3].
- 13 января — в Москве вышел первый номер русскоязычной печатной газеты «Ведомости о военных и иных делах, достойных знания и памяти, случившихся в Московском Государстве и во иных окрестных странах»[6].
- 16 (27 мая) — по приказу Петра I заложена Петропавловская крепость (Санкт-Питер-Бурх). Дата считается днём основания города Санкт-Петербург[4][5].
  - Для прикрытия подступов к новому С. Петербургу со стороны моря заложена морская крепость Кроншлот (Кронштадт) на острове Котлин[3].
  - А.Д. Меншиков назначен обер-комендантом С.-Петербурга[5].
- 1703—1708 — А.Д. Меншиков пожалован генерал-губернатором Ингерманландии[5].
- По указу Петра I А.Д. Меншиков заложил Олонецкую верфь и Шуйский оружейный завод (с 1712 года Петровский завод, вокруг которого сложилась слобода, в 1777 году преобразован в г. Петрозаводск)[5].
- 1 сентября — согласно приказу Петра Первого на берегу Онежского озера началось строительство железоизготовительного завода, который впоследствии дал начало городу Петрозаводску.
- Брынковяну установил дипломатические отношения с Россией.
- Основание Петром I липских железоделательных заводов, в будущем г. Липецк.
- В Москве открыта первая московская гимназия.
- Крепость Терки сильно пострадала от наводнения[7].
- Сгорела крепость Лебедянь[8].
- Основание с. Верхние Татышлы

### Руководители приказов[9]
| Года      | Приказ              | Ф,И,О главы                  | Примечания  |
| --------- | ------------------- | ---------------------------- | ----------- |
| 1702-1704 | Аптекарский приказ  | Виниус Андрей Андреевич      | Думный дьяк |
| 1701-1703 | Земский приказ      | Троекуров Иван Борисович     |             |
| 1702-1704 | Провиантский приказ | Украинцев Емельян Игнатьевич |             |
|           |                     |                              |             |

## Наука
- Гийом Амонтон открывает влияние температуры на давление газа и объём.

## Родились
См. также: Категория:Родившиеся в 1703 году
- 15 января — Иоганн Эрнст Гебенштрейт, немецкий врач и анатом; доктор медицины, профессор Лейпцигского университета, член Леопольдины (ум. в 1757[12]).
- 17 июня — Джон Уэсли, английский проповедник и один из основателей евангелической церкви (ум. в 1791)
- 23 июня — Мария Лещинская, жена французского короля Людовика XV (ум. в 1768)
- 4 августа — Людовик, герцог Орлеанский, единственный сын Филиппа II Орлеанского (ум. в 1752)
- 29 сентября — Франсуа Буше, художник, рисовальщик, гравёр (ум. в 1770)
- 18 октября — Бальдассаре Галуппи, итальянский композитор (ум. в 1785)
- 28 октября — Иоганн Готтлиб Граун, немецкий скрипач и композитор (ум. в 1784)
- 7 декабря — Иоганн Йозеф Антонио Элизар Киттель, богемский врач (ум. в 1783)
- Мухаммад ибн Абд аль-Ваххаб, основатель ваххабизма (ум. в 1792)
- Иоганн Готтлоб Харрер, немецкий композитор и кантор (ум. в 1755)

## Скончались
См. также: Категория:Умершие в 1703 году
- 11 января — Иоганн Георг Гревиус, немецкий классический филолог и текстовый критик (родился в 1632)
- 3 марта — Роберт Гук, английский физик (родился в 1635)
- 31 марта — Иоганн Кристоф Бах, немецкий композитор (родился в 1642)
- 16 мая — Шарль Перро, французский писатель, который был известен, прежде всего, как автор сказок (родился в 1628)
- 26 мая — Самуэль Папюс, британский писатель (родился в 1633)
- 22 сентября — Винченцо Вивиани, математик и физик (родился в 1622)
- 28 октября — Джон Валлис, английский математик (родился в 1616)
- 25 ноября (6 декабря) — Троекуров Иван Борисович, русский государственный и военный деятель, ближний боярин (с 1682)[10].
- Голицын Андрей Иванович — русский государственный деятель, боярин (1682-1690 и 1692)[13].